# Pilatus PC-24
Pilatus PC-24 är ett affärsjetflygplan, som tillverkas av det schweiziska företaget Pilatus Flugzeugwerke.
Konstruktionsarbetet med PC-24 började 2007 efter framgångar med det enmotoriga turbopropdrivna flygplanet Pilatus PC-12 med mål att behålla denna flygplantyps förmåga att använda mycket korta och oasfalterade flygplatser. Det första exemplaret rullade ut 2014 och gjorde sin jungfruflygning i maj 2015. Flygplansmodellen fick typcertifikat av EASA och FAA i december 2017. Den första leveransen skedde i februari 2018.
Pilatus PC-24 har två William International FJ44 turbofläktmotorer. Det är certifierat för en pilot och har plats för 12 personer, inklusive pilot/er. Det har högt monterade motorer, en stallningshastighet på 81 knop med maximal last samt ett landningsställ med så kallade "trailing armar" och huvudhjul med lågt tryck.
Flygplanstypen har från 2019 använts som ambulansflygplan i Australien av Royal Flying Doctor Service of Australia. Det har STOL-egenskaper med krav på 820 meter för start och 720 meter för landning.
Kommunalförbundet Svenskt ambulansflyg köpte 2019 sex Pilatus PC-24, med option för fyra till, för att användas som enhetliga ambulansflygplan i Sverige från 2021 med Stockholm, Göteborg och Umeå som baser.